# 리제선
리제선(李濟善, 1938년 - )은 조선민주주의인민공화국의 정치인이다. 원자력총국 총국장 겸 조선로동당 중앙위원회 정치국 후보위원이다. 최고인민회의 제12기 대의원이다.

## 경력
1938년에 태어나 김일성종합대학 핵물리학과를 졸업했다. 1997년 8월부터 원자력총국 총국장을 맡고 있다. 2010년 9월, 조선로동당 중앙위원회 후보위원에 선임되었다.

## 최고인민회의 대의원
1998년 9월 최고인민회의 제10기 대의원에 선출되었으며, 2003년 제11기 대의원을 지냈다. 2009년 4월 이후 제12기 대의원이다.

## 수훈
2003년 4월 김일성훈장을 받았다.

## 기타
2011년 김정일 사망 당시에 국가장의위원회 위원을 맡았다.